# Mysideis insignis
Mysideis insignis är en kräftdjursart som först beskrevs av Georg Ossian Sars 1864.  Mysideis insignis ingår i släktet Mysideis och familjen Mysidae. Arten är reproducerande i Sverige. Inga underarter finns listade i Catalogue of Life.